# Gustav Binder (SS-Mitglied)
Gustav Binder (* 13. April 1910 in Bergern, Wallern an der Trattnach; † 3. Mai 1947 in Hameln (hingerichtet)) war österreichischer SS-Unterscharführer und stellvertretender Betriebsleiter der Häftlingsschneiderei im KZ Ravensbrück.

## Leben
Binder, von Beruf Schneider, trat am 15. März 1933 der SS bei (SS-Nummer 266.072). Im KZ Dachau absolvierte er 1934 zunächst einen qualifizierenden Lehrgang für die Tätigkeit in Konzentrationslagern. Im Juli 1939 wurde er in der Schneiderei im KZ Ravensbrück eingesetzt. Dort mussten weibliche Häftlinge Uniformen für die Waffen-SS und KZ-Häftlingskleidung im Schichtbetrieb produzieren. 
Das SS-Unternehmen „Deutsche Gesellschaft für Textil- und Lederverarbeitung (Texled)“ (ab 1944 „Deutsche Textil- und Bekleidungswerke GmbH“) übernahm 1940 offiziell die Häftlingsschneiderei des KZ Ravensbrück. In der Folge wurde Binder, 1940 zum Unterscharführer befördert, der Stellvertreter des Betriebsleiters SS-Oberscharführer Joseph Graf und übte diese Tätigkeit bis zur Auflösung des Lagers im April 1945 aus. Am 1. Juli 1943 hatte er die Aufnahme in die NSDAP beantragt und wurde rückwirkend zum 1. Mai 1938 aufgenommen (Mitgliedsnummer 6.391.234).
Binder soll nach Aussagen ehemaliger weiblicher Häftlinge der Schneiderei regelmäßig schwere Misshandlungen  an den Häftlingen vorgenommen haben. Gustav Binder wurde im ersten Ravensbrück-Prozess am 3. Februar 1947 zum Tode verurteilt, das Urteil wurde am 31. März 1947 bestätigt. Trotz eines von ihm eingebrachten Gnadengesuches wurde das Todesurteil durch Hängen am 3. Mai 1947 vollstreckt.